# キラーインスティンクト
『キラーインスティンクト』(Killer Instinct)は、レア社（現・Xbox Game Studios）が1994年に開発した対戦型格闘ゲーム。
アーケード版はミッドウェイゲームズから発売され、Xbox Oneにて『キラーインスティンクト:クラシック』『キラーインスティンクト2:クラシック』として2014年日本でも配信された。コンシューマ版は任天堂から発売された。

## 概要
当時『スーパードンキーコング』で名を知られたレア社らしく、キャラクターや背景などが3DCGでレンダリングされているのが特徴。スーパーファミコン（SNES）版ではスペックの都合からCGはプリレンダリング画像だが、NINTENDO 64版ではそのスペックを活かして背景のみリアルタイムで3Dレンダリングを行っている。ただし、NINTENDO 64ではカセット容量の都合から、アーケード版ではムービーだったデモ画面までリアルタイムレンダリング（もちろん背景のみでキャラはプリレンダリング画像）で処理されている。
ボタンなどの操作体型は『ストリートファイター』とほぼ同一。『モータルコンバット』に近い雰囲気のかなり暴力的なゲームだが、アーケード筐体とゲームのオープニング画面には『スーパードンキーコング』と同じRAREWAREのロゴとNINTENDOのロゴが輝く。どちらかと言うと子供向け作品の多いレア社＆任天堂から発売された残虐ゲームとしても知られている。
『ストリートファイター』シリーズのようなコンボシステムと、『モータルコンバット』シリーズのフェイタリティのような残虐なフィニッシュムーブを同時に採用しているのが特徴。このシステムは1994年当時かなり目新しいものだった（「コンボ」の初出は1993年『スーパーストリートファイターII』、「フェイタリティ」の初出は1992年初代『モータルコンバット』）。コンボは通常技が自動的につながる「オートコンボ」、コンボを崩して反撃に持ち込む「コンボブレイカー」、フィニッシュムーブでフェイタリティとは別に魅せ技的にコンボを決める「ウルトラコンボ」などが存在する。無対策なら永久コンボになりかねないオートコンボをコンボブレイカーで崩して即座に反撃する（その際は「コココココンボブレイカー」と派手な演出が入る）のがこのゲームの醍醐味である。後に『ギルティギア』や『ポケットファイター』など日本のゲームでも採用されるコンボの喰らい抜けシステムの初出がこの『キラーインスティンクト』である。
アーケード版『キラーインスティンクト』は、任天堂が1994年当時開発中であった64ビット次世代機「Ultra 64（仮称）」のデモゲームとして、Ultra64への完全移植を前提に開発された。そのため、アーケード版発売の時点で『キラーインスティンクト』は任天堂の登録商標であり、アーケード版のオープニング画面にはULTRA64のロゴとNINTENDOのロゴが登場する。ただし、ULTRA64のハードはまだ開発中であったため、実際はミッドウェイとレア社が共同開発した独自の基板で動いている。『クルージンUSA』も同様の経緯で制作され、ともにNINTENDO 64へのちに移植されている。NINTENDO 64が苦手とするムービーを多用するなどのゲーム内容から、1994年当時のUltra 64構想と実際に発売されたNINTENDO64の方向性の違いを見ることが出来る。
2013年、Xbox One用ソフトとしてリメイクされた。日本ではXbox Oneのローンチタイトルとして2014年9月16日に配信。
その後、8キャラクターを追加した『Killer Instinct:シーズン2ウルトラエディション』を同年9月23日に追加配信している。11月6日にはパッケージ版である『Killer Instinct コンボブレイカーパック』が発売された。同年12月24日には『アーケード版KillerInstinct1クラシック』『アーケード版KillerInstinct2クラシック』さらに『シーズン1』と『シーズン2』に登場する全16キャラクターと全コスチューム、プレミアムアクセサリーが含まれた『KillerInstinct:コンプリートコレクション』が配信された。
なお、Xbox One配信版の基本プレイは無料で、一定時期で無料プレイキャラクターが変わる(実績解除には1キャラクターの購入が必要)。また、Xbox One版ではアイテムを購入しキャラクターのグラフィックを変更させることも可能。
また、2016年3月には『シーズン3』が配信された。Xbox One版の他、PC版も存在する。
Xbox One版シーズン1の解像度は720pのグラフィックだったが、シーズン2で900pまでアップグレードされている。
また、通信対戦の内部処理を90fpsにしたことでラグを最小限に抑えている。
2017年9月28日、Steam版の配信を開始。Xbox One/Windows 10版との対戦に対応。

## 登場キャラクター

### 「1」からの登場人物
ジェイゴ　Jago
主人公格である忍者。自らに憑依した虎の悪霊を浄化すべく戦い続けている。
サーベルウルフ Sabrewulf
呪いにより獣人と化した男性で、自らを制御すべく戦い続けている。
グラシウス　Glacius
ウルトラテック社に捕えられ、技術を盗まれた宇宙人。氷を操り、身体を液状化させることができる。
この名前は本名ではなく、ウルトラテック社側が名付けたもの。
サンダー　Thunder
ネイティブアメリカンの男性。弟を見つけ出すべく戦い続けている。
Spinalとの戦いで死亡したため、「2」では登場しない。
ブラックオーキッド　B.Orchid
「1」「2」では、ウルトラテック社の秘書として潜入した女性。
Xbox One版では、ウルトラテックの反乱分子という設定になっている。
スパイナル　Spinal
呪いによってアンデッドにされた剣士。
フルゴア　Fulgore
ウルトラテック側の殺人兵器。
シンダー　Cinder
ウルトラテックの科学兵器製造実験の被験者で、実験中の事故により炎の怪人となった。ウルトラテック側はGlaciusを倒せば元に戻すと約束を交わしている。
初期設定での名前はMeltdown。
Glaciusとの戦いで死亡したため、「2」では登場しない。Xbox One版ではシーズン2から登場。
ティージェイコンボ　T.J. Combo
ヘビー級ボクサー。本名はタイラー・ジョンソン・ガレット。チャンピオンの座に5度も輝いたが、栄光を求めるあまり人工頭脳を埋め込み、その道を閉ざされてしまったという経歴を持つ。
Xbox One版ではシーズン2から登場。パッケージ版コンボブレイカーパックでは特典のDLCとしても配布されている。
リプター　Riptor
ウルトラテックによって開発された、人間とヴェロキラプトルの合成生物。実は女性（雌）。
TJ Comboによって殺されたため、「2」では登場しない。
Xbox One版ではシーズン2コンボブレイカーで初登場。
アイドル　Eyedol
双頭と隻眼が特徴の悪魔。
長らく「1」のみの登場だったが、Xbox One版のシーズン3で再登場。

### 「2」より登場
Maya
モンスターを狩る組織の一員である美女。Xbox One版ではシーズン2から登場した。
Tusk
不死身の剣士。Xbox One版ではシーズン3から登場。
Kim Wu
Xbox One版ではシーズン3から登場。
Gargos
悪魔。Xbox One版ではシーズン3から登場。

### Xbox One版より登場
Sadira
暗殺団の長である美女。
Shadow Jago
条件を満たすと登場する、いわゆる隠しキャラクター。
Kan-Ra
シーズン2で登場。
ウルトラテック社に囚われていた邪悪な魔術師。Mayaの故郷を壊滅させた張本人。
Omen
シーズン2で登場。
Jagoに憑いていた亡霊の正体。Gargosの手先として送り込まれた。
Aganos
シーズン2で登場。
古代のゴーレムでKan-Raを倒すため過去からやってきた。
Hisako
シーズン2で登場。
数百年前の戦いで死亡し、亡霊としてある村に存在していた。
ウルトラテック社の介入により死後の世界から誘い出された女性であり、父の形見である薙刀を得物とする。
長い薙刀を持ち、白い顔と青白く光る目、黒い長髪に和服は日本の幽霊を彷彿させる。
ARIA
シーズン2で登場。
ウルトラテックにより生み出された究極の存在であり、ウルトラテック社の総帥。
人類をさらに進化させる事が最終目的。
RASH
シーズン3で登場。レア社の「バトルトード」シリーズの主人公。
GAMESCOM2015カンファレンスで発表され、8月6日～9月8日までの期間限定でテスト版として配信されていた。
Arbiter
シーズン3で登場。「ヘイロー」シリーズからのゲスト参戦。
General RAAM
シーズン3で登場。Gears of Warよりコラボ参戦。RASHと同じく、期間限定解放後正式リリースされた。
Eagle
シーズン3で登場。「1」で言及されていたThunderの弟。
Kilgore
シーズン3で登場。Fulgoreのプロトタイプとして作られた殺人兵器。
Mira
シーズン3で登場。Mayaの双子の姉妹で、一度死んだあと吸血鬼として蘇った。
Shin Hisako
シーズン3で登場。父親の「守護ノ刀」を携え、軽い鎧を身に着けたHisakoのリミックスバージョン。
武器が変わったほか、スピリットオーブを用い戦うなど性能も変化している。
また、Hisakoと比較して顔色がよく髪も短くなり、頭に花を飾るなど外見にも変化が見られる。